# Football League War Cup
Football League War Cup je bilo nogometno kup natjecanje u Engleskoj održano između 1939. i 1945. godine.

## O natjecanju
Zbog početka Drugog svjetskog rata i ulaska Ujedinjenog Kraljevstva u rat protiv Njemačke, engleski nogometni savez je suspendirao dotadašnja nogometna natjecanja (Football League u kojoj su u tri divizije odigrana tri kola te FA Cup u kojem su igrane kvalifikacije za sezonu 1939./40. Uskoro su donesene odluke da klubovi igraju prijateljske utakmice pred određenim brojem gledatelja (maksimalno 8.000, kasnije 15.000), te da se ne putuje dalje od 50 milja. Smirivanjem situacije, stvorena su nova ligaška najecanja - 1939./40. klubovi su bili podijeljeni u deset regionalnih liga, a do kraja rata se njihov broj smanjio na dvije, te je uveden kup koji je u početku igran po regijama kao zamjena za FA kup, te mu je dat naziv Football League War Cup. Kvalifikacijske utakmice kupa i neke na ispadanje su igrane u okviru regionalnih liga kojima su također pribrajani ti rezultati. Od sezone 1942./43.  War Cup se do poluzavršnice igrao u dvije regije - Južnu (Southern) i Sjevernu (Northern). S vremenom je ukinuto ograničenje o broju gledatelja. Završetkom rata 1945. godine je nanovo pokrenut FA kup (za sezonu 1945./46.), a ligaška natjecanja (Football League) su se na stari sustav vratila u sezoni 1946./47. 

S obzirom na to da su mnogim klubovima igrači bili na bojištu, za njih su igrali gostujući igrači (igrači drugih klubova, vojnici, amateri ili juniori), a stadioni pojedinih klubova su pretvoreni u vojne kampove te se rezultati ratnih natjecanja ne uzimaju kao službeni u statistikama klubova i saveza.

## Završnice
| sezona | mjesto završnice                               | pobjednik                  | rezultat | poraženi                 |
| --- | ---------------------------------------------- | -------------------------- | -------- | ------------------------ |
| 1939./40. | London, Wembley                                | West Ham United (London)   | 1:0      | Blackburn Rovers         |
| 1940./41. | London, Wembley Blackburn, Ewood Park          | Preston North End          | 1:1 2:1  | Arsenal (London)         |
| 1941./42. | Sunderland, Roker Park Wolverhampton, Molineux | Wolverhampton Wanderers    | 2:2 4:0  | Sunderland               |
| 1942./43. | London, Stamford Bridge                        | Blackpool                  | 4:2      | Arsenal (London)         |
| 1943./44. 1 | London, Stamford Bridge                        | Charlton Athletic (London) | 1:1      | Aston Villa (Birmingham) |
| 1944./45. | London, Stamford Bridge                        | Bolton Wanderers           | 2:1      | Chelsea (London)         |
| |                                                |                            |          |                          |
| 1 nije igrana uzvratna utakmica zbog ograničenja u putovanjima radi opasnosti od bombardiranja, pa su obje momčadi proglašene pobjednicima |                                                |                            |          |                          |

## Poveznice
- FA kup